# Kungliga Ortnamnskommittén
Kungl. Ortnamnskommittén tillsattes 1902. Den fick i uppdrag att undersöka namnen på byar, gårdar, viktigare berg, större skogar, sjöar och landsträckor i Sverige. Arbetet påbörjades med ortnamnen i Älvsborgs län. De ursprungliga ledamöterna var riksantikvarien Hans Hildebrand, professor Adolf Noreen och kammarrådet G. Thulin. 
Under kommittén lydde sedan 1928 Svenska ortnamnsarkivet. 
Kommittén bytte 1930 namn till Kungl. Ortnamnskommissionen.